# Wiktor Nikolajewitsch Sergatschow
Wiktor Nikolajewitsch Sergatschow (russisch Ви́ктор Никола́евич Сергачёв; * 24. November 1934 in Borsja, heute Region Transbaikalien, RSFSR, Sowjetunion; † 26. Februar 2013 in Moskau, Russische Föderation) war ein sowjetischer und russischer Theater- und Filmschauspieler, Synchronisator sowie Volkskünstler der RSFSR (1989).

## Biografie
Wiktor Nikolajewitsch Sergatschow wurde am 24. November 1934 in Borsja in eine Arbeiterfamilie hineingeboren.
Nach der Schule trat er in die Moskauer Kunsttheaterschule unter Führung von Pawel Wladimirowitsch Massalski ein, die er 1956 abschloss. Daraufhin wurde Sergatschow in die Truppe des Zentraltheaters der Sowjetarmee aufgenommen, wo er nur eine Saison diente: Bereits 1955 wurde Wiktor Sergatschow einer der sechs Gründer des Sowremennik-Theaters. 1957 debütierte er als Regisseur und inszenierte zusammen mit Oleg Nikolajewitsch Jefremow das Stück „Auf der Suche nach Freude“, welches an das gleichnamige Bühnenwerk von Wiktor Sergejewitsch Rosow angelehnt war.
1971 wechselte Sergatschow zusammen mit Jefremow an das Tschechow-Kunsttheater.
Im Kino debütierte Wiktor Sergatschow 1954 in einer episodischen Rolle im Film „Kortik“. Seine erste große Rolle hatte er als Bezirkspolizist in der antireligiösen Komödie „Konets Sweta“ im Jahr 1962.
1996 inszenierte er am Moskauer Kunsttheater seine Interpretation von F. M. Dostojewskis Roman Schuld und Sühne, in dem er den Autor und Porfirij Petrowitsch spielte.
Sergatschow starb am 26. Februar 2013 an einer Aortendissektion im nach N. W. Sklifossowskij benannten Forschungsinstitut in Moskau.
Am 1. März wurde er nach einer zivilen Trauerfeier im Moskauer Künstlertheater auf dem Wagankowoer Friedhof beigesetzt.

## Auszeichnungen und Ehrungen
- Verdienter Künstler der RSFSR (3. August 1970)[6]
- Volkskünstler der RSFSR (1989)
- Orden der Freundschaft (23. Oktober 1998)[7]
- Orden der Ehre (13. Februar 2006)[8]

## Filmografie (Auswahl)
- 1966 Tibul besiegt die Dickwänste – Tanzlehrer
- 1973 Eta wesjolaja planeta – Kommandant des Raumschiffs Iks (X)
- 1977 Die Prinzessin auf der Erbse (1977) – Herold
- 1979 Das Geschenk des schwarzen Zauberers – Vogelscheuche
- 1983 Anna Pawlowa – Ein Leben für den Tanz – Teljakowskij und Direktor des Imperialtheaters